# Aristebulea principis
Aristebulea principis is een vlinder uit de familie van de grasmotten (Crambidae), uit de onderfamilie van de Spilomelinae. De wetenschappelijke naam van deze soort is voor het eerst voorgesteld door  Eugene Gordon Munroe en Akira Mutuura in een publicatie uit 1968.
De soort komt voor in China (Fukien).